# Samia ricini
Espèce
Samia ricini est une espèce de lépidoptères de la famille des Saturniidae. Originaire d’Inde, ce papillon a été introduit dans de nombreuses régions du monde pour l’élevage de sa chenille, produisant de la soie.

## Description
L'imago mâle a une envergure de 10 cm environ. Les quatre ailes sont brunes, avec sur chacune une large raie postdiscale blanc rosâtre et une tache discale blanchâtre en forme de croissant.
Plantes-hôtes : Ailanthus (en particulier Ailanthus altissima, introduit en Europe en particulier pour l'élevage de Samia ricini en vue de la production de soie, et depuis devenu espèce invasive dans de nombreux pays dont la France).

## Réparation
Originaire d’Inde, l’espèce a été introduite dans de nombreux pays pour l’élevage de sa chenille, produisant de la soie pour la confection de vêtements.

## Systématique
Le nom valide complet (avec auteur) de ce taxon est Samia ricini W.Jones, 1791.
Samia ricini a pour synonymes :
- Samia arrindia Milne-Edwards, 1854
- Samia dupuiseti Boisduval, 1854
- Samia fuscofasciatus Bouvier, 1927
- Samia guerini Moore, 1858
- Samia iole Westwood, 1881
- Samia lunula Walker, 1855
- Samia lunuloides Rebel, 1923
- Samia obscurus Butler, 1879
- Samia penelope Buchanan, 1833